# Eduardo de Saboya
Eduardo de Saboya llamado el Liberal (1284 - París, 4 de noviembre de 1329) fue conde de Saboya y conde de Aosta y Moriana de 1323 a 1329.

## Biografía
Nació, se cree, en la pequeña localidad de Baugé el 8 de febrero de 1284. Hijo de Amadeo V de Saboya y la Sibila de Baugé, veinte años después, fue enviado por su padre a Francia con hombres armados en ayuda del rey Felipe el Hermoso contra los flamencos, donde, además de las hazañas de valentía, tuvieron la gloria de salvar a las personas de volver a luchar con los enemigos. Fue el corto reinado de Eduardo, casi siempre en guerra con sus enemigos. Asaltado por el Delfín de Viennois, el señor de Faucigny y otros principados, los venció, pero fue derrotado el año siguiente por el Delfín Guigues VIII, en la batalla del castillo de Varey en Bugey, donde casi fue hecho prisionero. En 1328 Eduardo participó en la Batalla de Montecassello, en favor de Felipe de Valois. En París, por mediación de la viuda de Luis X, la reina de Francia, Clemencia, concluyó un nuevo acuerdo de paz con el Delfín de Viennois. En Gentilly cayó enfermo y murió el 4 de noviembre de 1329 y fue enterrado en la abadía de Altacomba. Hermoso y guapo, valiente guerrero, generoso con sus súbditos, se ganó el título de Liberal.
Se casó con Blanca de Borgoña en 1307, hija de Roberto II de Borgoña y de Inés de Borgoña (hija de Luis IX de Francia). Tuvieron una hija llamada Juana (Giovanna), que se casó con el duque Juan III de Bretaña, pero no tuvieron hijos.
| Predecesor: Amadeo V | Conde de Saboya 1323-1329 | Sucesor: Aimón |

- Datos: Q739378
- Multimedia: Edward of Savoy / Q739378